# Battletoads
Battletoads ist ein Videospiel des Spieleentwicklers Rare, das als Konkurrent zu den damals erfolgreichen Spielen der Teenage-Mutant-Ninja-Turtles-Reihe auf den Markt gebracht wurde.
Das Spiel wurde 1991 von Tradewest für das Nintendo Entertainment System und Sega Mega Drive veröffentlicht. Es folgten Portierungen auf weitere Plattformen: 1992 für Amiga, 1993 für Sega Game Gear und Game Boy (letzterer als Battletoads in Ragnarok’s World) und 1994 schließlich für Amiga CD³². Umsetzungen für den IBM-PC und den Atari ST waren geplant, erschienen jedoch nicht.
Battletoads war eines der grafisch am weitesten entwickelten Spiele für das NES, zu der Zeit als der Videospielmarkt die Richtung zu Segas Mega Drive und Nintendos SNES einschlug. Das Spiel gewann an Popularität durch seinen außergewöhnlichen Schwierigkeitsgrad und die ausgefallenen Methoden, in übertriebenen Comic-Effekten seine Feinde zu schlagen.

## Handlung
Nach ihrer Niederlage durch die Galactic Corporation im Kampf um Canis Major zieht sich die böse Dark Queen mitsamt ihren abtrünnigen Truppen zu den entlegensten Gebieten der Galaxis zurück. Währenddessen an Bord der Vulture eskortieren Professor T. Bird und das Trio der Battletoads – bestehend aus Rash, Zitz und Pimple – Prinzessin Angelica zu ihrem Heimatplaneten, wo ihr Vater ihre sichere Ankunft erwartet. Unterwegs beschließt Pimple, der Größte der Battletoads, die Prinzessin auf eine Spritztour auf dem Toadster zu einer nahegelegenen Freizeitstation mitzunehmen. Bevor sie dort ankommen, werden sie allerdings hinterrücks von der Dark Queen überrascht und nach Ragnarok’s World, dem Heimatplaneten der Dark Queen, entführt.
Professor T. Bird schickt die beiden verbleibenden Battletoads nach Ragnarok, um Pimple und Angelica zu retten. Auf ihrer Reise durch die gefährliche Umgebung des Planeten erwarten die beiden listige Fallen und die Truppen der Dark Queen, während sie sich von der Planetenoberfläche durch unterirdische Höhlen und gefährliche Steppen bis hin zum Tower of Shadows durchkämpfen, an dem sie die Dark Queen persönlich erwartet.

## Spielmechanik
Nahezu jedes Level besitzt einen unterschiedlichen Spielstil. So existieren einige 3D- sowie traditionelle 2D-Beat-’em-up-Level, in denen der Spieler fortschreitet, indem er Gegner besiegt und Abgründe und Hindernisse überwindet. Zu den schwierigsten Level zählen die Race- und Hindernislevel, die dem Spieler aufgrund der extrem hohen Geschwindigkeit und dem extravaganten Feingefühl einen hohen Reaktionsgrad abverlangen. Typischerweise ist es für den Spieler vonnöten, sich in solchen Levels die Reihenfolge der kommenden Hindernisse zu merken, um sie in der nächsten Runde ohne Schwierigkeiten zu überwinden. Zu anderen Levelstilen zählen das Fallen und Steuern à la Snake, ein Unterwasserlevel mit tödlichen Stacheln und gefährlichen Monstern, sowie zwei schwierige Tower Climb Level bis hin zum letzten Erklimmen des Turms der Dark Queen.
Ein weiteres Merkmal der Spielreihe ist der besondere Stil, Gegner beim Finalschlag zu besiegen. Zu diesen zählt eine Kopfnuss, bei der dem Spieler Rammhörner am Kopf erscheinen (oder in Pimples Fall ein Footballhelm in der Arcade-Version), ein Schlag mit extrem langer Faust, ein beidhändiger Wuchtschlag in den Boden, der nur noch den Kopf des Gegners herausragen lässt; ein Tritt mit einem extrem großen Stiefel und im Kletter- und Falllevel die Fähigkeit zu einer Abrissbirne zu werden.

## Rezeption
Das Original Battletoads wurde von den meisten Spielkritikern für gut befunden. Erinnerungswert erreichte es vor allem durch seinen extremen Schwierigkeitsgrad, selbst für erfahrene Spieler. Das Spiel ist in zahlreichen Anlässen unter den bisher schwierigsten Spielen kategorisiert worden und wurde von GameTrailers sogar auf den ersten Platz gewählt.
Während in normalen Beat-’em-up-Leveln zwei Spieler leichter voranschreiten als einer, werden die Hindernislevel zu zweit sehr viel schwieriger, da beide Spieler wieder von vorn beginnen müssen, falls einer der beiden gegen ein Hindernis stößt. Ein weiterer Schwerpunkt in Sachen Schwierigkeit ist die fehlende Option, das „Friendly Fire“ auszuschalten. Während eines Coop-Spiels ist es möglich, den anderen Spieler absichtlich wie unabsichtlich anzugreifen. Letzteres geschieht nicht selten, während ein Spieler einen Gegner angreift und der Zweite sich in den Weg stellt.
Das Spiel leidet ebenfalls unter einigen Programmfehlern. Der wohl schwerwiegendste ereignet sich in Level 11 (Clinger Winger). Während eines Coop-Spiels ist es dem zweiten Spieler manchmal nicht möglich sich zu bewegen – und ist somit gezwungen, alle Leben zu verlieren, bevor Spieler 1 das Level fortführen kann. Ein weiterer Kritikpunkt ist die Tatsache, dass dem Spieler nur drei Continues zur Verfügung stehen, mit denen er die Chance hat, das Spiel fortzusetzen, nachdem er besiegt wurde. Ebenfalls gibt es keinerlei Passwort- sowie Speicherfunktion, womit der Spieler die Möglichkeit hätte, das Spiel zu einem anderen Zeitpunkt an entsprechender Stelle fortzusetzen.
Allerdings verschaffen einige Features etwas Abhilfe. Durch Benutzung eines Cheat-Codes ist es möglich, fünf Leben anstatt den üblichen dreien zu bekommen. Zudem können schnelle Spieler im zweiten Level viele Extraleben ergattern, indem sie Gegner mehrmals schlagen, ohne sie aus dem Bildschirm zu werfen. Zu guter Letzt existieren noch vier versteckte Warp-Punkte, mit denen der Spieler zwei Level überspringen kann.
Trotz dieser Begünstigungen wird Battletoads für das NES als eines der bisher schwierigsten Spiele betrachtet. Die Sega-Mega-Drive-Version senkt die Schwierigkeit im Gegensatz zur NES-Version beträchtlich, indem sie den Spieler mit mehr zusätzlichen Leben und leichterer Spielmechanik belohnt. Ein ausführliches Review des Spiels fand 1992 im Dragon-Magazin durch Hartley, Patricia und Kirk Lesser in der Rubrik The Role of Computers statt, bei dem das Spiel 5 von 5 Sternen erhielt.

## Erschienene Titel
- 1991
  - Battletoads (NES, Sega Mega Drive)
  - Battletoads (Game Boy) – Obwohl dieser Titel mit der gleichen Cover-Illustration wie das NES-Spiel vermarktet wurde, handelt es sich um ein anderes Spiel. Der Spieler muss als Zitz seinen von der Dark Queen entführten Partner retten.[7]

- 1993
  - Battletoads (Game Gear, Amiga, CD³²)
  - Battletoads in Ragnarok’s World (Game Boy) – Umsetzung des NES-Spiels von 1991

- 1994
  - Battletoads (Arcade) – Publisher Electronic Arts

- 2020
  - Battletoads (Xbox One, Windows) – Publisher Xbox Game Studios

## Nachfolger
Battletoads-Entwickler Rare programmierte noch zwei Nachfolge-Titel für Tradewest, die 1993 erschienen:
- Battletoads in Battlemaniacs (SNES, Master System[8])
- Battletoads & Double Dragon (Kreuzung – NES, SNES, Mega Drive, Game Boy)

Microsoft gab während seiner E3-Pressekonferenz im Juni 2018 mit einem kurzen Teaser-Trailer bekannt, dass beim Entwicklerstudio DLaLa Studios an einem noch namenlosen Remake gearbeitet wird, das 2019 exklusiv für die Xbox-Systeme erscheinen soll.

## Trivia
- Die Protagonisten der Serie sind nach den Hautkrankheiten Rash (Exanthem), Zitz (Akne) und Pimple (Pustel) benannt.
- In der Game-Boy-Version von 1991 sagt Professor T. Bird nach Beendigung des 7. Levels: „You’re a green machine, toad!! I love the smell of blasters in the morning – they smell like… victory!!!“, was eine Anspielung auf Apocalypse Now darstellen soll.
- Im Killer-Instinct-Reboot für die Xbox One ist Rash als spielbarer Charakter erhältlich.